# Жуньчжоу
Жуньчжо́у (кит. упр. 润州, пиньинь Rùnzhōu) — район городского подчинения городского округа Чжэньцзян провинции Цзянсу (КНР). Район назван в честь административной единицы, органы власти которой размещались здесь в средние века.

## История
Во времена империи Суй в 595 году была создана область Жуньчжоу (润州), власти которой разместились в этих местах.
Во времена империи Тан область Жуньчжоу была в 742 году преобразована в округ Даньян (丹阳郡), но в 758 году она вновь стала областью Жуньчжоу.
Во времена империи Сун область была в 1113 году поднята в статусе, став Чжэньцзянской управой (镇江府).
После Синьхайской революции в Китае была проведена реформа административного деления, во время которой были упразднены области и управы; на этих землях остался уезд Даньту (丹徒县). В 1928 году уезд Даньту был переименован в уезд Чжэньцзян (镇江县).
В апреле 1949 года уезд Чжэньцзян был разделён на город Чжэньцзян и уезд Даньту.
В 1953 году была образована провинция Цзянсу, и в её составе был создан Специальный район Чжэньцзян (镇江专区), в который вошли 1 город и 10 уездов. В 1954 году город Чжэньцзян стал городом провинциального подчинения.
В 1958 году власти Специального района Чжэньцзян (镇江专区) переехали из Чжэньцзяна в Чанчжоу, и Специальный район Чжэньцзян был переименован в Специальный район Чанчжоу (常州专区), в подчинение которому перешли города Чанчжоу и Чжэньцзян. В 1959 году власти специального района вернулись из Чанчжоу в Чжэньцзян, и район был переименован обратно.
В 1970 году Специальный район Чжэньцзян был переименован в Округ Чжэньцзян (镇江地区). 
В марте 1983 года был расформирован округ Чжэньцзян, а вместо него образованы городские округа Чжэньцзян и Чанчжоу; на территории бывшего города Чжэньцзян были образованы Городской район и Пригородный район. 9 июня 1983 года Городской район был переименован в район Цзиньшань (金山区), был создан район Бэйгу (北固区) а Пригородный район был расформирован. 17 августа 1983 года районы Цзиньшань и Бэйгу были вновь объединены в Городской район, и был вновь создан Пригородный район.
В октябре 1984 года Городской район был переименован в район Цзинкоу, а Пригородный район — в район Жуньчжоу.

## Административное деление
Район делится на 7 уличных комитетов.